# NGC 5768
NGC 5768 é uma galáxia espiral (Sc) localizada na direcção da constelação de Libra. Possui uma declinação de -02° 31' 49" e uma ascensão recta de 14 horas, 52 minutos e 07,9 segundos.
A galáxia NGC 5768 foi descoberta em 14 de Abril de 1785 por William Herschel.